# Irion megye
Irion megye az Amerikai Egyesült Államokban, azon belül Texas államban található. Megyeszékhelye és legnagyobb városa Mertzon. Lakosainak száma 1513 fő (2020. április 1.). Irion megye Reagan, Crockett, Schleicher és Tom Green megyékkel határos.

## Népesség
A megye népességének változása:
| Lakosok száma | 1610 | 1610 | 1577 | 1612 | 1554 | 1513 |
|               | 2010 | 2011 | 2012 | 2013 | 2015 | 2020 |